# استامفورد (نیویورک)
استامفورد (به انگلیسی: Stamford) یک منطقهٔ مسکونی در ایالات متحده آمریکا است که در شهرستان دلاویر، نیویورک واقع شده‌است. استامفورد ۱۲۵٫۹۰ کیلومتر مربع مساحت و ۲٬۲۶۷ نفر جمعیت دارد و ۵۱۸٫۱۷ متر بالاتر از سطح دریا واقع شده‌است.